# Joel González
Joel González, född den 30 september 1989 i Figueres, är en spansk taekwondoutövare.
Han tog OS-guld i flugviktsklassen i samband med de olympiska taekwondo-turneringarna 2012 i London.